# Bachmanning
Bachmanning è un comune austriaco di 677 abitanti nel distretto di Wels-Land, in Alta Austria.